# Ornithoboea parishii
Ornithoboea parishii är en tvåhjärtbladig växtart som beskrevs av Charles Baron Clarke. Ornithoboea parishii ingår i släktet Ornithoboea och familjen Gesneriaceae. Inga underarter finns listade i Catalogue of Life.